# 福斯廣播公司
福斯广播公司（英語：Fox Broadcasting Company，常作全部大写为），也被称为“福斯电视网”，是美国一家商业地面电视联播网，为福斯公司的旗舰资产。福斯广播公司的总部位于美国纽约市的美洲大道1211号；此外，其办事处还包括位于纽约的福斯广播中心和洛杉矶的福斯电视中心等。作为美国三大电视网（ABC电视网、NBC电视网和CBS电视网）的竞争对手，福斯广播公司于1986年10月9日成立。它是美国迄今成为第四大电视网的最成功范例。福斯广播公司是2004年到2012年播出季期间，18岁至49岁年龄段观众中收视率冠军；同时，它也在2007年至2008年播出季期间，获得总收视率冠军。
福斯公司及其附属公司在国际上运营着多家娱乐电视频道，但是它们不一定播放与福斯广播公司内容一样的节目。位于加拿大的大部分电视观众可以通过免费电视频道接收或付费电视服务收看到至少一家福斯系的电视频道，但是受限于加拿大广播电视及通讯委员会为保护加拿大国内电视服务商利益而制订的相关政策，因此福斯NFL频道及其他福斯频道的大部分黄金时段节目是需要被同步置换的。
福斯广播公司的名字源自20世纪福斯电影公司，也就意味着这个名字是间接由威廉·福斯所创立。威廉·福斯是20世纪福斯电影公司前身之一的福斯电影公司创始人。目前20世纪福斯电影公司已经被华特迪士尼公司所收购，但它仍是福斯广播公司的主要节目供应商之一。
福斯广播公司是北美广播联合会及全美广播联合会的成员。

## 特色内容

### 联播节目编排
福斯电视网与美国三大电视网在联播节目编排上几处重要的区别：福斯电视网的黄金时段联播节目在周一到周六仅播出两小时，通常从美国东部时间或太平洋时间晚上八点到十点；而周日黄金时段联播节目则为三小时，从从美国东部时间或太平洋时间晚上八点到十一点。但是ABC电视网、NBC电视网和CBS电视网却是周一到周六的黄金时段联播节目时长为三小时；而周日则为四小时。常规意义上的“黄金时段”通常是指傍晚到深夜这个时间段里由各大电视网播出的联播节目内容；但是10点档（晚上10点整到11点整）的联播节目编排一般多见于传统的三大电视网。
福斯电视网通常避免编排10点档的联播节目内容，而是将这一时段的节目交由自己的加盟电视台负责，而大部分的本地新闻节目则是在这个时段中播出。但是，某些特殊精选的电影在电视网放映时会存在一些例外，因为其放映时间通常会超出并延伸到10点档。这是由于电影本身的长度，以及其在电视网放映时将被插播的广告次数和时长所导致。除此之外，一些在黄金时段直播的体育赛事也会超出原本的黄金时段时长。在1989年9月到1993年9月，福斯电视网开始编排十点档的节目内容，用于周日黄金时段；不过它并没有在其他夜晚增加十点档的内容。福斯电视网最初减少黄金时段节目时长的原因是为了规避美国联邦通讯委员会对电视网标准的要求，并不受这些相关法规的影响。虽然后来联邦通讯委员会放宽了相关规定，但福斯电视网依旧未做改变。
尽管福斯电视网是美国的主要电视网之一，但是它除了每日早晚不播送全国性新闻节目之外，同时也不播出任何日间时段节目（例如：肥皂剧、游戏节目或谈话节目）。因此，福斯电视网旗下的自有自营电视台或其他加盟电视台必须透过广播联卖外购节目或自制节目来填充这些时段。福斯电视网的姊妹公司20世纪电视公司向福斯电视网旗下的许多电视台发行了不少联卖节目，例如：《离婚法庭》、《温迪·威廉姆斯秀》等。同时福斯电视网也通过投放来自20世纪电视公司或其他联卖节目商（华纳兄弟电视发行公司等）的电视剧来测试不同收视市场的反响；而这些联卖机构也通过福斯电视网的一些电视台实现全国联卖。同时，福斯电视网也不提供周六晨间的儿童节目和周一到周五的深夜节目，因此其联播电视台站也必须自制节目或外购节目来填充这些时段。并且由于联播体育节目的时长不确定性，福斯电视网的联播台站通常会在体育节目时段混合播出联卖节目、电视购物节目、电影等内容来填充赛事直播结束后的周末午后时段。
从福斯电视网建立之初开始，福斯电视网就向其联播电视台站提供两套节目编排版本。一版是所谓的“标准版”，福斯电视网根据美国东部时区（含美国中部时区）或太平洋时区（含山地时区）的时间来编排整个节目内容，这其中也包含广告、宣传等内容；另一版则是所谓的“洁净版”，福斯电视网在广告破口增加了提示标签并允许联播挑战在这里插入各自的宣传内容（仅限图像或口播）。美国三大电视网则不允许其加盟台站在联播时段内插播本地宣传内容，但这个形式却被华纳兄弟电视网和联合派拉蒙电视网所采用。不过在允许加盟台站插入自己广告内容的同时，福斯电视网也要求其在广告图片上加入醒目字样以提示这些促销并非针对全国。

## 娱乐总裁
| 姓名          | 任职期限       | 任职履历 |
| ------------- | -------------- | --- |
| 迈克尔·索恩   | 2017年迄今     | |
| 戴维·马登     | 2014年－2017年 | |
| 凯文·赖利     | 2007年－2014年 | 凯文·赖利任职期间采用并推荐了《沉睡谷》和《荒唐分局》等剧集；同时他还采用了《杀手之王》、《明迪烦事多》、《杰茜驾到》、《克利夫兰秀》、《欢乐合唱团》、《危机边缘》等剧集。他还倡导了“无试播集播出季”，旨在以更大的预算来支持更少的福斯节目。他因此为热播剧集《哥谭》、《最后一个男人》和《嘻哈帝国》的制作亮了绿灯。他于2014年5月从福斯广播公司离职。 |
| 彼得·利古力   | 2005年－2007年 | 彼得·利古力在职期间的最大贡献被认为是不断提高福斯广播公司附属频道FX频道的知名度。在担任福斯广播公司娱乐总裁之前，利古力是新闻集团旗下FX电视网的总裁，负责监管FX频道和福斯电影频道的业务和节目制作。 |
| 盖尔·伯曼     | 2000年－2005年 | 任职期间内，制作推出了《美国偶像》、《24》、《豪斯医生》、《发展受阻》、《识骨寻踪》、《恶搞之家》等节目的播出。 |
| 道格·赫尔佐格 | 1998年－2000年 | 任职期内，促使了《左右做人难》的推出。 |
| 彼得·罗夫     | 1996年－1998年 | 彼得·罗夫在剧集《艾莉的异想世界》里的“银色铃铛”中有一个短暂的客串演出。该集于1997年12月15日首播。 |
| 约翰·马托杨   | 1994年－1996年 | 约翰·马托杨在1995年9月正式担任福斯广播公司娱乐总裁。但是他在1996年辞职，并很快在HBO任职总裁。 |
| 桑迪·格鲁肖   | 1992年－1994年 | 桑迪·格鲁肖在担任福斯广播公司娱乐总裁的时候，促使了《X档案》、《飞越情海》、《五口之家》、《我的女友》、《疯狂恶搞电视台》等在福斯广播公司的播出。同时，他也促使了福斯广播公司的黄金档联播节目从每周四晚拓展到七晚。 |
| 彼得·切宁     | 1989年－1992年 | 在彼得·切宁的任职期间里，福斯广播公司的联播节目从一周两晚增加至七晚。 |
| 加斯·安西埃   | 1986年－1989年 | 1986年，巴里·迪勒、杰米·克尔纳和鲁伯特·默多克聘请了时年28岁的加斯·安西埃为福斯广播公司的首任娱乐总裁。任职期间，他促使了《龙虎少年队》、《憔悴潘郎》、《辛普森一家》、《活色生香》等剧集在福斯广播公司的播出。1989年3月1日，加斯·安西埃从福斯广播公司离职；同年4月18日出任华特迪士尼影业集团旗下无线电视部门的总裁。                                   |

### 出典
1. ↑  . EDGAR（英语：EDGAR）. 美国证监会.   [2020-02-14]. （原始内容存档于2019-06-03）.
2. ↑  Kirsten Acuna. . 商业内幕.   [2020-02-14]. （原始内容存档于2021-04-17）.
3. ↑  Lisa de Moraes. . 华盛顿邮报.   [2020-02-14]. （原始内容存档于2016-11-18）.
4. ↑  . The Futon Critic.   [2020-02-14]. （原始内容存档于2023-02-23）.
5. ↑  Anthony Strand. . This was TV.   [2020-02-16]. （原始内容存档于2021-04-17）.
6. ↑  Elizabeth Kolbert. . 纽约时报.   [2020-02-16]. （原始内容存档于2021-04-17）.
7. ↑  . Center for the Digital Future. 1995-10-10  [2020-02-16]. （原始内容存档于2010-07-16）.
8. ↑  Alex Ben Block. . 好莱坞报道.   [2020-02-16]. （原始内容存档于2021-04-17）.
9. ↑  Cynthia Littleton. . 综艺.   [2020-02-16]. （原始内容存档于2021-04-17）.
10. ↑  James Hibberd. . 娱乐周刊.   [2020-02-14]. （原始内容存档于2021-04-17）.
11. ↑  Lesley Goldberg. . 好莱坞报道.   [2020-02-14]. （原始内容存档于2021-04-17）.
12. ↑  Josef Adalian. . vulture.com.   [2020-02-14]. （原始内容存档于2021-04-17）.
13. ↑  Andy Greenwald. . 格兰特地（英语：Grantland）.   [2020-02-14]. （原始内容存档于2021-04-17）.
14. ↑  Robert Channick. . 芝加哥论坛报.   [2020-02-14]. （原始内容存档于2021-02-24）.
15. ↑  Rob Golum. . 彭博社.   [2020-02-14]. （原始内容存档于2020-11-04）.
16. ↑  Richard Katz. . 综艺.   [2020-02-14]. （原始内容存档于2021-04-17）.
17. ↑  . TV.com.   [2020-02-14]. （原始内容存档于2009-08-14）.
18. ↑  Daniel Howard Cerone. . 洛杉矶时报.   [2020-02-14]. （原始内容存档于2021-04-17）.
19. ↑  Robert Bianco. . Google News. 匹兹堡邮报.   [2020-02-14].[]
20. ↑  Sallie Hofmeister. . 洛杉矶时报.   [2020-02-14]. （原始内容存档于2021-04-17）.
21. ↑  Josef Adalian; Michael Schneider. . 综艺.   [2020-02-14]. （原始内容存档于2021-04-17）.
22. ↑  Diane Haithman. . 洛杉矶时报.   [2020-02-14]. （原始内容存档于2021-04-17）.

### 文献
- Alex Ben Block. . St. Martin's Press. 1990  [2020-02-14]. ISBN 9780312039042. （原始内容存档于2021-04-17）.
- Daniel M. Kimmel（英语：Daniel M. Kimmel）. . I.R. Dee. 2004  [2020-02-14]. ISBN 9781566635721. （原始内容存档于2021-04-17）.